# Georg Ludwig Carius
Georg Ludwig Carius (1829–1875) był niemieckim chemikiem urodzonym w Heidelbergu. Studiował u Friedricha Wöhlera później przez 6 lat był asystentem Roberta Bunsena. Od 1865 był dyrektorem Instytutu Chemii (Marburger Chemischen Instituts) na Uniwersytecie w Marburgu.